# Broșteni (okręg Jałomica)
Broșteni – wieś w Rumunii, w okręgu Jałomica, w gminie Ion Roată. W 2011 roku liczyła 1534 mieszkańców.